# 도조 내각
도조 내각(東條内閣)은 육군대신 도조 히데키가 제40대 내각총리대신으로 임명되어, 1941년 10월 18일부터 1944년 7월 22일까지 존재한 일본의 내각이다.

## 재직 기간
- 1941년(쇼와 16년) 10월 18일 ~ 1944년(쇼와 19년) 7월 22일
- 재직 일수 : 1009일

## 관료 명단

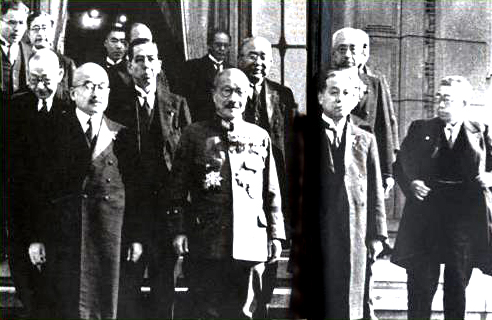
도조 내각의 각료 (1943년 4월)

| 직책         | 이름                      | 출신                                   | 재임 기간                              |
| ------------ | ------------------------- | -------------------------------------- | -------------------------------------- |
| 내각총리대신 | 도조 히데키               | 군인(육군 대장, 일본 육사 17기)        | 1941년 10월 18일 ~ 1944년 7월 22일     |
| 외무대신     | 도고 시게노리             | 귀족원 의원(무소속구락부)·관료(외무성) | 1941년 10월 18일 ~ 1942년 9월 1일      |
| 외무대신     | 도조 히데키 수상 겸임     | 도조 히데키 수상 겸임                  | 1942년 9월 1일 ~ 1942년 9월 17일       |
| 외무대신     | 다니 마사유키             | 관료(외무성)                           | 1942년 9월 17일 ~ 1943년 4월 20일      |
| 외무대신     | 시게미쓰 마모루           | 관료(외무성)                           | 1943년 4월 20일 ~ 1944년 7월 22일      |
| 내무대신     | 도조 히데키 수상 겸임     | 도조 히데키 수상 겸임                  | 1941년 10월 18일 ~ 1942년 2월 17일     |
| 내무대신     | 유자와 미치오             | 관료(내무성)                           | 1942년 2월 17일 ~ 1943년 4월 20일      |
| 내무대신     | 안도 기사부로             | 군인(예비역 육군 대장, 일본 육사 11기) | 1943년 4월 20일 ~ 1944년 7월 22일      |
| 대장대신     | 가야 오키노리             | 관료(대장성)                           | 1941년 10월 18일 ~ 1944년 2월 19일     |
| 대장대신     | 이시와타 소타로           | 귀족원 의원(귀족원)·관료 (대장성)      | 1944년 2월 19일 ~ 1944년 7월 22일      |
| 육군대신     | 도조 히데키 수상 겸임     | 도조 히데키 수상 겸임                  | 1941년 10월 18일 ~ 1944년 7월 22일     |
| 해군대신     | 시마다 시게타로           | 군인(해군 대장·해병 32기)              | 1941년 10월 18일 ~ 1944년 7월 17일     |
| 해군대신     | 노무라 나오쿠니           | 군인(해군 대장·해병 35기)              | 1944년 7월 17일 ~ 1944년 7월 22일      |
| 사법대신     | 이와무라 미치요           | 관료(사법성)                           | 1941년 10월 18일 ~ 1944년 7월 22일     |
| 문부대신     | 하시다 구니히코           | 도쿄 제국대학 의학부 교수              | 1941년 10월 18일 ~ 1943년 4월 20일     |
| 문부대신     | 도조 히데키 수상 겸임     | 도조 히데키 수상 겸임                  | 1943년 4월 20일 ~ 1943년 4월 23일      |
| 문부대신     | 오카베 나가카게           | 귀족원 의원(연구회)· 관료 (외무성)     | 1943년 4월 23일 ~ 1944년 7월 22일      |
| 농림대신     | 이노 히로야               | 관료(농림성)                           | 1941년 10월 18일 ~ 1943년 4월 20일     |
| 농림대신     | 야마자키 다쓰노스케       | 중의원 의원(익찬정치회)                | 1943년 4월 20일 ~ 1943년 11월 1일 폐지 |
| 상공대신     | 기시 노부스케             | 관료(상공성)                           | 1941년 10월 18일 ~ 1943년 10월 8일     |
| 상공대신     | 도조 히데키 수상 겸임     | 도조 히데키 수상 겸임                  | 1943년 10월 8일 ~ 1943년 11월 1일      |
| 농상대신     | 야마자키 다쓰노스케       | 중의원 의원(익찬정치회)                | 1943년 11월 1일 ~ 1944년 2월 19일      |
| 농상대신     | 우치다 노부야             | 중의원 의원(익찬정치회)                | 1944년 2월 19일 ~ 1944년 7월 22일      |
| 군수대신     | 도조 히데키 수상 겸임     | 도조 히데키 수상 겸임                  | 1941년 10월 18일 ~ 1944년 7월 22일     |
| 체신대신     | 데라지마 겐               | 군인(예비역 해군 중장·해병 31기)       | 1941년 10월 18일 ~ 1943년 10월 8일     |
| 체신대신     | 하타 요시아키 철도상 겸임 | 하타 요시아키 철도상 겸임              | 1941년 12월 2일 ~ 1943년 11월 1일      |
| 철도대신     | 데라지마 겐 체신상 겸임   | 데라지마 겐 체신상 겸임                | 1941년 10월 18일 ~ 1941년 12월 2일     |
| 철도대신     | 하타 요시아키             | 귀족원 의원(연구회)                    | 1943년 10월 8일 ~ 1943년 11월 1일      |
| 운수통신대신 | 하타 요시아키             | 귀족원 의원(연구회)                    | 1943년 11월 1일 신설 ~ 1944년 2월 19일 |
| 운수통신대신 | 고토 게이타               | 민간 (도쿄 급행 전철 사장)             | 1944년 2월 19일 ~ 1944년 7월 22일      |
| 척무대신     | 도고 시게노리 외상 겸임   | 도고 시게노리 외상 겸임                | 1941년 10월 18일 ~ 1941년 12월 2일     |
| 척무대신     | 이노 히로야 농림상 겸임   | 이노 히로야 농림상 겸임                | 1941년 12월 2일 ~ 1942년 11월 1일      |
| 대동아대신   | 아오키 가즈오             | 귀족원 의원(연구회)                    | 1942년 11월 1일 신설 ~ 1944년 7월 22일 |
| 후생대신     | 고이즈미 지카히코         | 군인(예비역 육군 군의 중장)            | 1941년 10월 18일 ~ 1944년 7월 22일     |
| 국무대신     | 스즈키 데이이치           | 군인(예비역 육군 중장·일본 육사 22기)  | 1941년 10월 18일 ~ 1943년 10월 8일     |
| 국무대신     | 기시 노부스케             | 관료(상공성)                           | 1943년 10월 8일 ~ 1944년 7월 22일      |
| 국무대신     | 안도 기사부로             | 군인(예비역 육군 대장·일본 육사 11기)  | 1942년 6월 9일 ~ 1943년 4월 20일       |
| 국무대신     | 오아사 다다오             | 중의원 의원(익찬정치회)                | 1943년 4월 20일 ~ 1944년 7월 22일      |
| 국무대신     | 아오키 가즈오             | 귀족원 의원(연구회)                    | 1942년 9월 17일 ~ 1942년 11월 1일      |
| 국무대신     | 고토 후미오               | 귀족원 의원(연구회)·관료 (내무성)      | 1943년 5월 26일 ~ 1944년 7월 22일      |
| 국무대신     | 후지와라 긴지로           | 민간(오지 제지 회장)                   | 1943년 11월 17일 ~ 1944년 7월 22일     |
| 내각서기관장 | 호시노 나오키             | 귀족원 의원(연구회)                    | 1941년 10월 18일 ~ 1944년 7월 22일     |
| 법제국장관   | 모리야마 에이이치         | 관료(내무성)                           | 1941년 10월 18일 ~ 1944년 7월 22일     |